# Иван Делев (Зарово)
Вижте пояснителната страница за други личности с името Иван Делев.
Иван Костадинов Делев е български комунист, член на Вътрешната македонска революционна организация (обединена).

## Биография
Роден е на 12 ноември 1912 година в бедно селско семейство в солунското село Зарово, тогава в Османската империя, днес Никополи, Гърция. Когато е на 1 година семейството се премества в Белица, а след това в Мелник. Завършва механо-техническо училище в Габрово. След това започва работа в Мелник, където става член на Работническия младежки съюз. Секретар е на РМС в машинната фабрика „Сила“. През 30-те години става член на ВМРО (обединена) и сътрудник на Областния ѝ комитет. През пролетта на 1934 година заминава за Мелник. Арестуван е в Свети Врач във връзка с комунистическата конспирация и осъден на 7,5 години затвор. Лежи във Врачанския затвор, където става член на Българската комунистическа партия, а след това преместен в Старозагорския затвор. През 1939 година е освободен и е свързан с Горноджумайския окръжен комитет на БКП. През 40-те години е арестуван и осъден на смърт, но присъдата не е изпълнена.
На 8 септември 1944 година е освободен от Пазарджишкия затвор и се завръща в Мелник. Става секретар на Областния комитет на БКП в Свети Врач и Горна Джумая. През 1946 година е избран за народен представител в VI ВНС. След това завършва Висшата партийна школа в Москва. По-късно е секретар на Околийския комитет на БКП в Благоевград. Като околийски секретар на БРП (к) в Свети Врач на национално съвещание на околийските секретари на 6 януари 1947 година заявява:
| „ | Защо ще се мъчим да говорим на такъв изкълчен македонски език? Много хубаво, но да се говори на български език. Такива гласове има особено сред интелигенцията. | “ |

В периода 19 ноември 1966 – 5 април 1986 година е член на Централната контролно-ревизионна комисия на БКП. Член е и на нейното бюро. Издава книгата „Светли пътища“. С указ № 3093 от 11 ноември 1982 г. е обявен за герой на социалистическия труд. Награждаван е още с два ордена „Георги Димитров“, „Народна република България“ I ст., „Народна свобода 1941 – 1944 г.“ II ст., „9 септември 1944 г.“ III и I ст.